# Routerzwang
Ein Routerzwang ist eine Form des Endgerätemonopols, der bewirkt, dass ein Teilnehmer kein eigenes Gerät für den Netzzugang verwenden kann, da der Netzbetreiber die Zugangsdaten zu seinem Netz auch auf Anfrage nicht mitteilt.

## Begriffe

### Router
Als Router im engeren Sinne bezeichnet man IP-fähige Geräte, deren Hauptaufgabe darin besteht, nicht für sie bestimmte Datenpakete weiterzuleiten.
Der Begriff eines Routers, welcher im Rahmen des Internetzugangs zur Anwendung kommt, muss allerdings weitläufiger gefasst werden. Ein solches Gerät verarbeitet i. d. R. Daten auf allen Schichten des OSI-Modells. So kann ein Router beispielsweise ein DSL-Modem enthalten (Bitübertragungsschicht, Schicht 1), als Switch fungieren und VLAN-Tagging unterstützen (Datensicherungsschicht, Schicht 2), die eigentliche Aufgabe des IP-Routings erfüllen (Vermittlungsschicht, Schicht 3), die Funktionen einer Firewall übernehmen (Transportschicht, Schicht 4) sowie als Zugangsgerät zu Sprachplattformen (für Telefonie) über SIP (Sitzungs, Darstellungs- und Anwendungsschicht, Schichten 5–7) dienen (nur exemplarische, nicht ausführliche Auflistung).
Können die vorgehend aufgelisteten Datenverarbeitungen ganz oder zumindest teilweise durch ein einziges Gerät durchgeführt werden, spricht man auch von einem integrierten Zugriffsgerät.

### Zwangsrouter

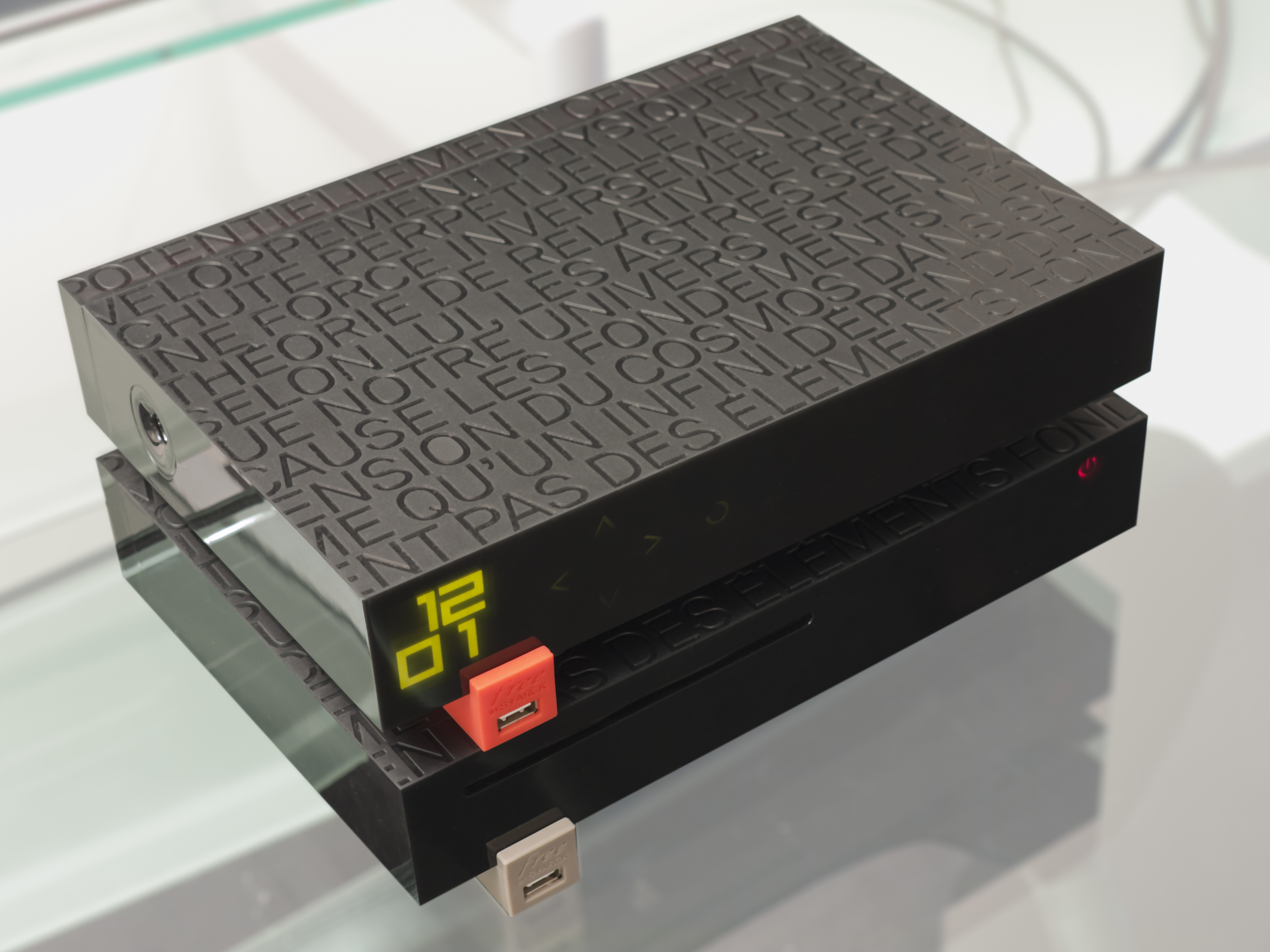
Freebox: Zwangsrouter des französischen Anbieters Iliad

Ein Zwangsrouter ist ein Gerät nach der vorgehenden Definition, das ausschließlich der Netzbetreiber konfiguriert. Ein Zwangsrouter kann technisch vollwertig ausgestattet sein; er kann jedoch auch willkürlich beschränkt sein, so dass z. B. eine eingebaute WLAN-Funktionalität erst gegen einen monatlichen Aufpreis freigeschaltet wird. Er kann zudem die Netzneutralität beeinträchtigen, indem seine Konfiguration bestimmte Dienste priorisiert oder diskriminiert. Nach Vertragsende ist das Gerät für den Nutzer oft wertlos, da er die Zugangsdaten nicht ändern kann. Deshalb sind bei einigen Netzbetreibern diese Geräte oft nur Mietgeräte.

## Rechtslage in Deutschland

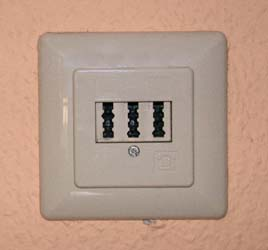
Das öffentliche Telekommunikationsnetz endet am passiven Netzabschlusspunkt, das kann die TAE-Steckdose sein. Dahinter soll der Endverbraucher bestimmen.

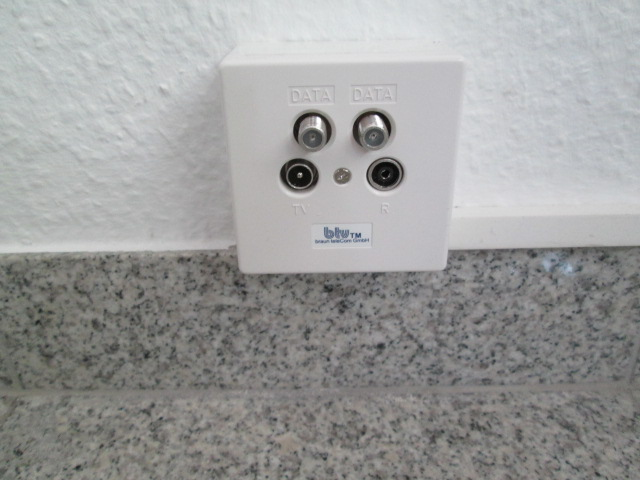
Gleiches gilt laut Gesetz auch für die Kabelnetzbetreiber. Netzabschluss kann die Multimediadose (MMD) sein.

Die Gesetzesänderung vom 23. Januar 2016 (BGBl. I S. 106) präzisiert die Rechtslage. Mit dem vollständig liberalisierten Endgerätemarkt der Richtlinie 2008/63/EG vom 20. Juni 2008 über den Wettbewerb auf dem Markt für Telekommunikationsendeinrichtungen war die bisherige Handhabung unvereinbar.
Der Zwangsrouter wurde durch eine Klarstellung im Telekommunikationsgesetz (TKG) mit Wirkung vom 1. August 2016 abgeschafft: Es wurde festgelegt, dass der Zugang zu öffentlichen Telekommunikationsnetzen gemäß § 73 Abs. 1 TKG ein passiver Netzabschlusspunkt sei, und das öffentliche Telekommunikationsnetz am passiven Netzabschlusspunkt ende.
Bußgeldbewehrte Informationspflichten für die Netzbetreiber sollen sicherstellen, dass gegen Anbieter vorgegangen werden kann, die weiterhin auf Zwangsroutern bestehen sollten. Teilnehmer erhalten seit dem 1. August 2016 die notwendigen Zugangsdaten und die Anschlussinformationen in Textform, unaufgefordert und kostenfrei bei Vertragsschluss (§ 73 Abs. 3 Satz 3 TKG).

## Sicherheit
Die markteinschränkende Wirkung des Zwangs führt zu einer geringeren Vielfalt bei der Routerhardware, da die meisten Zugangsanbieter aus Kostengründen die Routerhardware eines einzigen Herstellers verwenden. Wegen der vom Zugangsanbieter bestimmten Zeitpunkte für Softwareupdates wird zudem der Softwarestand vereinheitlicht. Daher wird teilweise befürchtet, dass Angriffe auf Netzinfrastrukturen im großen Stil ermöglicht werden. Zugangsanbieter sehen teilweise gerade die Sicherheit als Grund, um die Zugangsdaten nicht auszuhändigen. Am LAN-Ausgang des Routers für den Netzzugang kann ein frei wählbarer zweiter Router angeschlossen werden, den der Nutzer beliebig administriert und zusätzlich für die Absicherung des eigenen Netzes nutzt.